# Synagoga Chesed El w Singapurze
Synagoga Chesed El w Singapurze (chiń. 圣诺犹太庙, z hebr. „Dar Boga”) – synagoga znajdująca się w Singapurze przy Oxley Rise.
Pod koniec XIX wieku z powodu zwiększenia liczebności gminy żydowskiej synagoga Maghain Aboth przestała wystarczać. W 1902 roku rozpoczęto przygotowania do budowy nowej, które ukończono w 1905 roku. Synagoga Chesed El jest budowlą w stylu neorenesansowym. Był to jeden z pierwszych budynków w mieście, w którym zastosowano oświetlenie gazowe. 18 grudnia 1998 roku synagoga została wpisana do rejestru zabytków.